# Fotbal Club Olimpia Satu Mare
Maillots
Le Fotbal Club Olimpia 2008 Satu Mare, abrégé en Olimpia Satu Mare, est un club roumain de football fondé en mai 1921 et basé dans la ville de Satu Mare.

## Histoire du club

### Historique
- 1921 : fondation du club sous le nom de Olimpia Satu Mare
- 1932 : le club est renommé Olimpia-CFR Satu Mare
- 1947 : le club est renommé CFR Satu Mare
- 1949 : le club est renommé Locomotiva Satu Mare
- 1952 : le club est renommé Progresul Satu Mare
- 1960 : le club est renommé ASMD Satu Mare
- 1966 : le club est renommé Sătmăreanca Satu Mare
- 1967 : le club est renommé Metalul Satu Mare
- 1968 : le club est renommé CF Olimpia Satu Mare

## Palmarès
| Compétitions nationales |
| - Coupe de Roumanie : - Finaliste : 1978. - Championnat de Roumanie D2 (2) : - Champion : 1974, 1977 et 1978. - Vice-champion : 1936 et 1981. - Championnat de Roumanie D3 (1) : - Champion : 1969. - Vice-champion : 1995. |

## Anciens joueurs
- Emilian Dolha
- Gábor Gerstenmájer
- Daniel Prodan
- Sergiu Radu